# Великолепный (фильм, 1999)
«Великолепный» (англ. Gorgeous) — фильм режиссёра Винсента Кока. Джеки Чан и Шу Ци в главных ролях. Слоган фильма — «У него миллион денег и столько же неприятностей». Премьера состоялась 12 февраля 1999 года.

## Сюжет
Молодая девушка Бу (Шу Ци) из деревни на берегу океана находит бутылку с запиской «Жду тебя здесь — в Гонконге. Альберт» и решает полететь в Гонконг за приключениями, бросая своего парня. Она находит Альберта (Тони Люн Чу Вай), но оказывается что он гей, но она всё равно остается, и он берет её с собой на фотосессию на море. В это же время на море Гонконгский бизнесмен Чан (Джеки Чан) приплывает на встречу с девушкой на катере, но их свидание нарушает старый друг-враг и конкурент Чана Цзяу (Эмиль Чау). Оказывается, эта девушка его подруга. Цзяу просит извинений и даёт Чану 5 минут, оставляя с ним свою охрану. Охранники провоцируют его на драку, и он с ними дерётся, а потом прощается с девушкой и прыгает за борт, где его подбирает Бу, которая видела всё в бинокль. Они попадают на остров и знакомятся друг с другом. Он привозит её к себе домой. Она поела и ушла к своему другу Альберту, и тот показал ей, что Чан каждый месяц на обложке журнала с новой девушкой, но он ей нравится, и она просит Альберта помочь ей завоевать Чана. Тем временем брошенный парень Бу хочет её разыскать и едет в Гонконг. Альберт пишет Чану угрозы на стене и даёт ему газету, где на фото девушка, похожая на Бу, и написано, что она любовница гангстера. Потом, возвращаясь домой, он видит, как Бу хотят убить какие-то люди (на самом деле нападение подстроено самой Бу). Он её защищает, и они отступают, но тут на Чана нападают охранники Цзяу с битами, и он их побеждает. Охранники сбегают. Он верит, что она любовница гангстера. Чан и Бу идут в ресторан поужинать, но приходит Цзяу и отзывает на улицу. Там он знакомит Чана с бойцом Аланом (Брэдли Джеймс Аллан) и, чтобы почувствовать себя лучше него, просит их драться. Чан проигрывает, но Цзяу это не радует. Бу говорит Чану, что он проиграл, потому что был грустным. К тому же он давно не тренировался. Следующий день они посвятили развлечениям и тренировкам. Тем временем парень Бу находит Альберта, и тот лечит его горе алкоголем. Бу и Чан влюбляются друг в друга. Придя к нему на работу, Бу видит, что он нашёл настоящую любовницу гангстера и уходит, а позже уезжает домой. Чан заскучал и всё время сидел на заводе. Его друг-дворецкий пытается помочь ему, но безуспешно. Приходят охранники Цзяу и Алан и говорят, что Цзяу разорился, и они потеряли работу. Алан вызывает его на бой, в котором Чан побеждает, вспомнив что ему говорила Бу. Цзяу хочет сжечь фабрику Чана, но Чан его останавливает. После разговора Чан находит Бу и извиняется.

## В ролях
| Актёр               | Роль                        |
| ------------------- | --------------------------- |
| Джеки Чан           | Чан                         |
| Шу Ци               | Бу                          |
| Тони Люн Чу Вай     | Альберт                     |
| Эмиль Чау           | Цзяу                        |
| Санг Янг Чен        | отец Бу                     |
| Элэйн Цзинь         | мать Бу                     |
| Брэдли Джеймс Аллан | Алан                        |
| Тац Лау             | Бетти (друг-дворецкий Чана) |
| Ричи Рен            | Луи (парень Бу)             |
| Сандра Нг           | карманный вор в аэропорту   |

## Кассовые сборы
За весь пробег в кинотеатрах Гонконга, «Великолепный» собрал HK$40 545 889.

## Номинации
2000 — Hong Kong Film Awards
- Номинация: лучшая постановка боевых сцен